# Barthélemy Charles Joseph Dumortier
Barthélemy Charles Joseph Dumortier (Tournai, 3 aprile 1797 – 9 luglio 1878) è stato un botanico, naturalista e politico belga.
È stato presidente della Camera dei Deputati del Belgio.

## Biografia
Nei primi anni venti del XIX secolo, Dumortier pubblicò in latino il suo primo contributo alla botanica. Il suo scopo principale era quello di recensire la flora nazionale.
Nel 1827, pubblicò Flora Belgica, che utilizzava una classificazione naturale. La sua attenzione fu subito attirata dalla sistematica, tanto da creare un proprio sistema di classificazione. Si è detto di lui che, in quel decennio, Dumortier fosse stato il primo ad osservare la riproduzione delle cellule per divisione.
Nel 1829 divenne membro della prestigiosa Accademia di Bruxelles, un riconoscimento molto prestigioso, ed era conosciuto come uno dei migliori naturalisti dei Paesi Bassi. Non solo studiava la Botanica, ma anche la Zoologia, perché il suo interesse per gli invertebrati era grande.
Fu coinvolto nella rivoluzione belga nel 1830 ed divenne membro del nuovo parlamento costituito nel 1831. 
Le sue attività scientifiche ne furono ridotte, ma la sua influenza nella comunità scientifica belga rimase significativa.
Nel 1862, alla costituzione della Société royale de botanique de Belgique, Dumortier fu subito richiesto come primo presidente. Fu sia un mentore sia un protettore dei giovani botanici che aderirono a questa nuova associazione. 
Due anni prima, Crépin gli dedicò il suo capolavoro La Flore de Belgique (1860). 
Questi due fatti illustrano l'influenza e l'aura del vecchio botanico di Tournai.
Successivamente, allo scioglimento della società che gestiva il Giardino Botanico di Bruxelles, Dumortier espresse l'idea di creare un vero e proprio giardino botanico statale nella sua capitale.
Egli esortò quindi il parlamento, nel 1869, a riscattare l'impressionante herbarium e la collezione di Carl Friedrich Philipp von Martius. 
Questo fu fatto pochi mesi prima che l'Orto Botanico di Bruxelles fosse a sua volta acquistato dallo Stato belga. 
Dumortier voleva creare un giardino botanico sul modello dei Royal Botanic Gardens di Kew.
In questa nuova istituzione, Dumortier dominò senza riguardo per le opinioni diverse dalla propria, da perfetto maestro. 
Questo provocò tensioni molto forti, mettendo anche l'istituzione in pericolo, ma aveva forti sostegni politici e regolarmente vinceva. 
Fu sconfitto solo nel 1875, quando l'autorità decise di unire il Museo di Storia Naturale con il giardino botanico. 
Il direttore di entrambe le istituzioni fu Edward Dupont, nemico giurato di Dumortier, che rimase in veste di direttore scientifico del giardino botanico.
Tuttavia, Dupont si dimise nel 1876 e François Crépin divenne il nuovo direttore. Per meno di un anno, il Belgio fu dotato di un'istituzione che assomigliava maggiormente al Muséum d’histoire naturelle di Parigi, dedicato alle scienze naturali in genere.
Barthélemy Dumortier fu sepolto a Tournai, sua città natale.

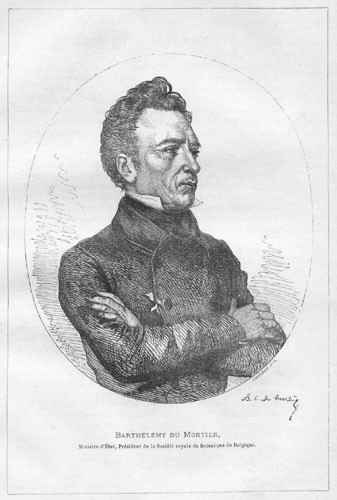

## Opere
- Commentationes botanicae. Observations botaniques (imprimerie de C. Casterman-Dieu, Tournay, 1823).
- Observations sur les graminées de la flore de Belgique (J. Casterman aîné, Tournay, 1823).
- Analyse des familles des plantes, avec l'indication des principaux genres qui s'y rattachent (J. Casterman aîné, Tournay, 1829).
- Lettres sur le manifeste du Roi et les griefs de la nation, par Belgicus (J. Casterman aîné, Tournay, 1830).
- Sylloge Jungermannidearum Europae indigenarum, earum genera et species systematice complectens (J. Casterman aîné, Tournay, 1830).
- Recherches sur la structure comparée et le développement des animaux et des végétaux (M. Hayez, Bruxelles, 1832).
- Essai carpographique présentant une nouvelle classification des fruits (M. Hayez, Bruxelles, 1835).
- La Belgique et les vingt-quatre articles (Société nationale, Bruxelles, 1838).
- Observations complémentaires sur le partage des dettes des Pays-Bas (Société nationale, Bruxelles, 1838).

## Onorificenze
In suo onore sono stati denominati il genere di piante Dumortiera Ness della famiglia Marchantiaceae e i generi di ammoniti Dumortieria Westend. e Dumortieropsis Horik..
Inoltre, dal suo nome è stata chiamata la rivista floreale belga Dumortieria.

| Dumort. è l'abbreviazione standard utilizzata per le piante descritte da Barthélemy Charles Joseph Dumortier. Consulta l'elenco delle piante assegnate a questo autore dall'IPNI. |